# Wjatscheslaw Wladimirowitsch Burawtschikow
Wjatscheslaw Wladimirowitsch Burawtschikow (russisch Вячеслав Владимирович Буравчиков; * 22. Mai 1987 in Moskau, Russische SFSR) ist ein russischer Eishockeyspieler, der zuletzt beim HK ZSKA Moskau in der Kontinentalen Hockey-Liga unter Vertrag stand.

## Karriere
Wjatscheslaw Burawtschikow begann seine Karriere als Eishockeyspieler in der Jugend von Krylja Sowetow Moskau, für dessen zweite Mannschaft er von 2003 bis 2005 in der drittklassigen Perwaja Liga aktiv war. Zudem gab er in der Saison 2004/05 sein Debüt für Kryljas Profiteam in der Wysschaja Liga. Daraufhin wurde er im NHL Entry Draft 2005 in der sechsten Runde als insgesamt 191. Spieler von den Buffalo Sabres ausgewählt, für die er allerdings bisher nicht spielte. Nach einer Spielzeit bei Chimik Moskowskaja Oblast in der russischen Superliga wechselte der Verteidiger im Sommer 2006 zu dessen Ligarivalen Ak Bars Kasan, mit dem er 2008 den IIHF Continental Cup gewann, sowie 2009 Russischer Meister wurde.
Im Dezember 2010 wechselte er innerhalb der KHL zum HK ZSKA Moskau. Während der Saison 2012/13 hatte er mit einer Herzkrankheit zu kämpfen, so dass er einen Großteil der Spielzeit verpasste und anschließend eine Auszeit vom professionellen Eishockey nahm.

### International
Für Russland nahm Burawtschikow an der U18-Junioren-Weltmeisterschaft 2005 sowie den U20-Junioren-Weltmeisterschaften 2006 und 2007 teil.

## Erfolge und Auszeichnungen
- 2005 All-Star-Team der U18-Junioren-Weltmeisterschaft
- 2006 Silbermedaille bei der U20-Junioren-Weltmeisterschaft
- 2007 Silbermedaille bei der U20-Junioren-Weltmeisterschaft
- 2008 IIHF-Continental-Cup-Gewinn mit Ak Bars Kasan
- 2009 Gagarin-Cup-Gewinn mit Ak Bars Kasan
- 2010 Gagarin-Cup-Gewinn mit Ak Bars Kasan

## KHL-Statistik
(Stand: Ende der Saison 2010/11)